# Brasapark

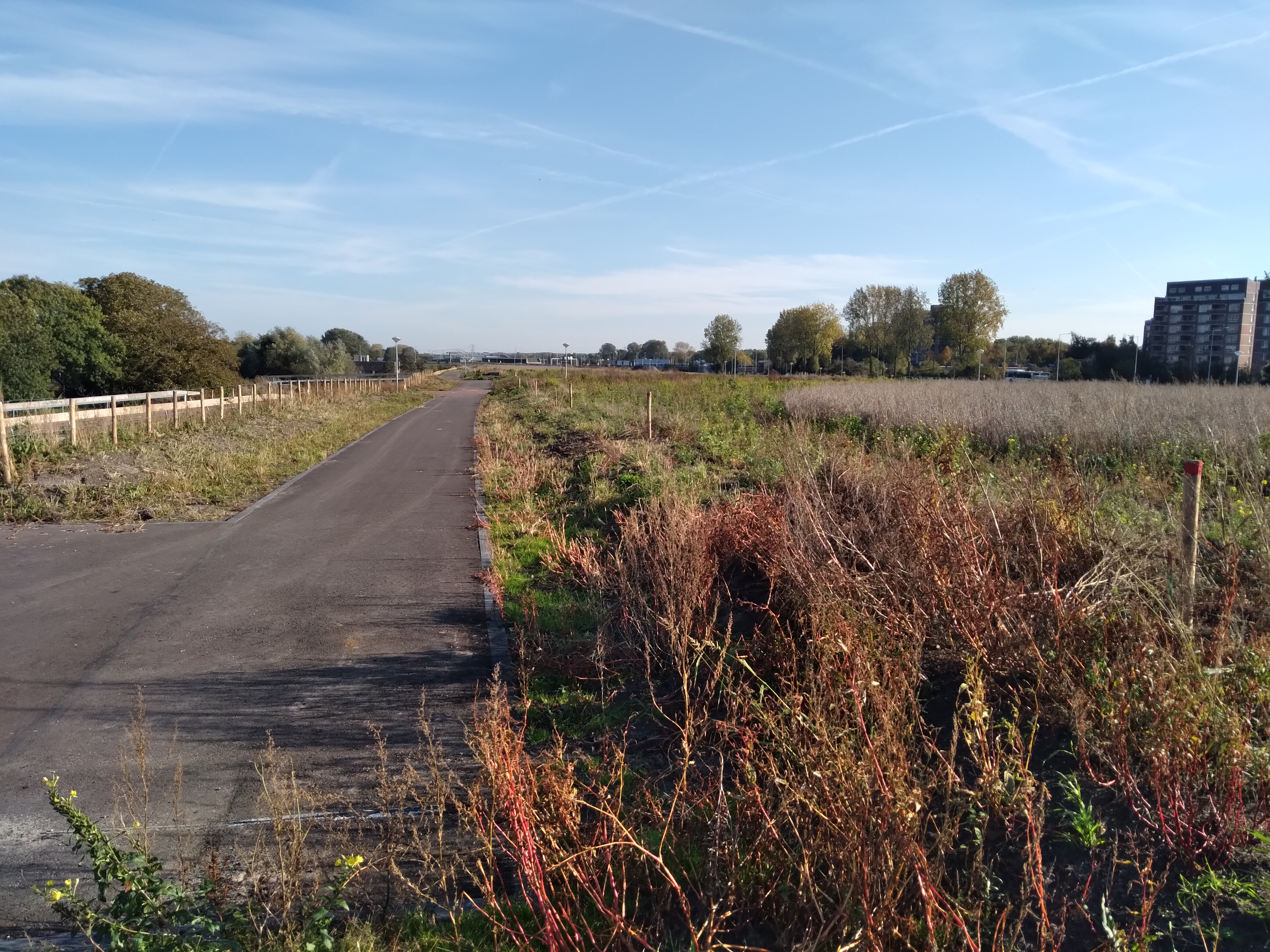
Brasapark, in oktober 2021 nog naamloos en zonder inrichting.

Het Brasapark is het park op het dak van de Gaasperdammertunnel, een tunnel in de snelweg A9, in Amsterdam Zuidoost. De combinatie van Nelson Mandelapark, Brasapark en Gaasperpark is samen het grootste aaneengesloten park van Amsterdam.

## Geschiedenis
Na de oplevering van het tunnelsysteem van de Gaasperdammertunnel in november 2020 werd begonnen met de inrichting van het Brasapark, dat op de tunnelbuis is gesitueerd. Het leverde een groenstrook van 75 meter (breedte) bij 3000 meter (lengte) op en tevens een verbinding tussen het Nelson Mandelapark en het Gaasperpark. Men begon al in 2013, dus nog voor de bouw van de tunnel, met plannen maken voor dit park. Rekening moest worden gehouden met de belastbaarheid van het tunneldak, en er werd gekeken welke bomen geschikt waren voor een ondiepe bodem. Tevens was een belangrijk vraagstuk hoe de watervoorziening geregeld moest worden. De bodem moest voldoende water kunnen vasthouden voor de voeding van de bomen, maar er mocht geen water op het tunneldak blijven staan. In het voorjaar 2021 is begonnen met de eigenlijke aanleg. 
De naam Brasapark verwijst naar het Surinaamse woord brasa dat omhelzing of knuffel betekent. De naam werd bedacht door Roy Ristie. Op 10 maart 2022 werd de naam bekendgemaakt op de openingsceremonie van het park.

## Omschrijving
Het park is grofweg 200 meter breed en 4 km lang en ligt op het dak van de Gaasperdammertunnel, een tunnel in de snelweg A9. Het park ligt tussen de wijken Bijlmermeer en Holendrecht en Nellestein tussen de Spoorlijn Amsterdam-Utrecht en de rivier de Gaasp (rivier). 
Aan beide kanten is een voet en fietspad met in het midden een brede groenstrook. Het meest westelijke deel (tussen spoorlijn Amsterdam-Utrecht en Gooiseweg) wordt doorkruist door de fietspaden Abcouderpad, Bijlmerpleinpad en Reigersbospad. Langs dit laatste pad ligt het Cantaplein (tijdens de bouw zo genoemd vanwege de te verwachten Canta's). Het pad biedt met de lange Reigersbospadbrug ook de verbinding met het Nelson Mandelapark, dat hier direct ten noorden tegen het Brasapark ligt. Ook kruist de Huntumdreef/Meerkerkdreef halfhoog dit deel van het park maar met een gelijkvloerse voetgangers/fietsers oversteekplaats. Vlak bij de Gooiseweg is het bedieningsgebouw van de tunnel, op het dak hiervan zijn bankjes, een uitzichtplatform en aan de westkant tegen het gebouw een tribunetrap voor eventuele theatervoorstellingen.
Het park wordt in tweeën gesneden door de Gooiseweg (S112). Er is aan de noordkant een mogelijkheid voor voetgangers om van het westelijke naar het oostelijke deel te komen, fietsers dienen een omweg via het Nelson Mandelapark of door Nellestein te maken. Tussen de Gooiseweg en de metrolijn naar Gaasperplas kruisen de fietspaden in het Kelbergenpad en Nellesteinpad het park. De halfhoog gelegen Langbroekdreef ligt nu op gelijke hoogte met het park gescheiden door een groenstrook.
Ten oosten van de metrolijn naar Gaasperplas is het park niet specifiek ingericht voor recreatie. Hier bevinden zich de kruising met de Kromwijkdreef, de op/afrit 1 van de A9, en de oprit van de A9 richting de brug over de Gaasp. Wel zijn hier fietspaden richting Diemen, het Diemerbos en Driemond. Aan de zuidkant is hier de verbinding met het Gaasperpark, en aan de noordkant met de Bijlmerweide.
Het park bestaat op de tunnel uit een bodemlaag van één meter dikte. Die meter bestaat uit een zandlaag met drainagesysteem, een laag teelaarde en wederom een zandlaag. Als bomen zijn acacia’s, zwarte moerbei, mispel en zoete kers gekozen; breedwortelende bomen. Omringende bomen moeten doorvliegroutes en onderdak vormen voor uilen, vleermuizen, vlinders en insecten. Om direct enig volume te hebben werden volwassen bomen geplant. Het zal evenwel nog jaren duren voordat het park volgroeid is.